# Coupe Zahn
Une coupe Zahn est un instrument de mesure de la viscosité. C'est un type de coupe de viscosité. Elle est couramment employée dans les industries des peintures et des encres.

## Description
La coupe Zahn est un récipient en acier inoxydable, percé d'un trou calibré et muni d'une longue anse.
Les coupes Zahn sont utilisées par batterie de cinq coupes, numérotées de un à cinq et dont les diamètres de trous sont de plus en plus gros, de 2,0 à 5,3 mm. Le temps d'écoulement est grosso modo divisé par deux à chaque fois que l'on passe d'une référence à celle immédiatement supérieure.

## Principe de la mesure
Plus la viscosité du liquide à analyser est élevée et plus la durée d'écoulement de l'échantillon est importante. Les résultats sont donnés en indiquant :
- le temps d'écoulement (mesuré en secondes à l'aide d'un chronomètre) ;
- le numéro de la coupe Zahn utilisée ;
- la température du liquide ou de la pièce.

## Utilisation
Pour être valides, les temps d'écoulement doivent être compris entre 20 et 40 s. En effet, en deçà la précision diminue fortement dans la mesure où le temps de réaction de l'opérateur est proportionnellement plus important. Au-delà de 40 s, l'arrêt de l'écoulement devient moins net ce qui se traduit là encore par une erreur plus importante sur le temps. Dès lors, il convient de choisir la coupe Zahn qui donnera une valeur dans la gamme de temps prescrite en modifiant éventuellement la température si nécessaire. Généralement ce type de contrôle est comparatif par rapport à un standard prédéfini ou un échantillon-type.
En pratique, la coupe Zahn est plongée dans le liquide à analyser pour d'une part effectuer le prélèvement et, d'autre part, pour la mettre à température. Dès qu'on la sort du liquide, le chronomètre est déclenché puis stoppé dès l'interruption du filet d'écoulement qui s'échappe de l'orifice de la coupe.

## Conversion de la mesure
Il est possible de convertir le temps d'écoulement en viscosité cinématique ν exprimée en centistokes (cSt) en employant l'une des formules suivantes, t étant le temps exprimé en secondes (s) :
- coupe Zahn no 1 : ν = 1,1 · (t - 29) ;
- coupe Zahn no 2 : ν = 3,5 · (t - 14) ;
- coupe Zahn no 3 : ν = 11,7 · (t - 7,5) ;
- coupe Zahn no 4 : ν = 14,8 · (t - 5) ;
- coupe Zahn no 5 : ν = 23,0 · t.

La plage de viscosité s'étend approximativement de 10 (coupe Zahn no 1) à 1 500 cSt (coupe Zahn no 5).

## Normes
- ASTM D1084 et D4212 pour la viscosité des adhésifs, D816, 3794